# Nadija Kodoła
Nadija Kodoła (ukr. Надія Кодола; ur. 29 września 1988 w Mikuliczynie) – ukraińska siatkarka, reprezentantka kraju, grająca na pozycji przyjmującej.

## Sukcesy klubowe
Liga ukraińska:
- 2010, 2012, 2013, 2014, 2015
- 2006
- 2008, 2009

Puchar Ukrainy:
- 2014, 2015

Puchar Francji:
- 2016, 2018

Liga francuska:
- 2016, 2018

Liga rumuńska:
- 2019

## Sukcesy reprezentacyjne
Mistrzostwa Europy Kadetek:
- 2005

Mistrzostwa Europy Juniorek:
- 2006

Letnia Uniwersjada:
- 2015

Liga Europejska:
- 2017[3]

## Nagrody indywidualne
- 2016: Najlepsza przyjmująca ligi francuskiej w sezonie 2015/2016